# Дисковий магнітний сепаратор

Дискові магнітні сепаратори — магнітні сепаратори, застосовують для доводки концентратів руд рідких металів, вольфраму і деяких інших матеріалів. Вони забезпечують одержання  досить високих якісних показників, але продуктивність їх дуже мала (практично не перевищує 0,25 т/год).

## Конструкція і принцип дії
Дисковий магнітний сепаратор (рис. ) складається з двох дисків 1 діаметром 600 мм, магнітопроводу 2 з обмотками 3, живильника 4 і вібраційного лотка 5 шириною 400 мм. 
Диски виготовляються з маловуглецевої сталі і розташовуються над полюсними наконечниками. Між наконечниками і дисками знаходиться вібраційний лоток, що виготовляється з немагнітних матеріалів. Замикання магнітного потоку відбувається через диски у осьовому напрямку. 
Вихідний матеріал барабанним живильником рівномірно розподіляється по лотку і за рахунок вібрацій транспортується під диски, що обертаються. Магнітні частинки притягуються до загострених країв дисків, виносяться за межі лотка і зчищаються щітками у концентратний бункер. Немагнітні частинки  проходять уздовж лотка і розвантажуються в бункер для відходів.

## Технічні характеристики